# Pribajkal'skij rajon
Il Pribajkal'skij rajon (in russo Прибайкальский район?) è un municipal'nyj rajon della Repubblica autonoma di Buriazia, nella Siberia. Istituito nel 1940, occupa una superficie di 15.472 chilometri quadrati, ospita una popolazione di circa 29.339 abitanti ed ha come capoluogo Turuntaevo.